# Bildstock (Winterleithen, Winterleithen 1a)

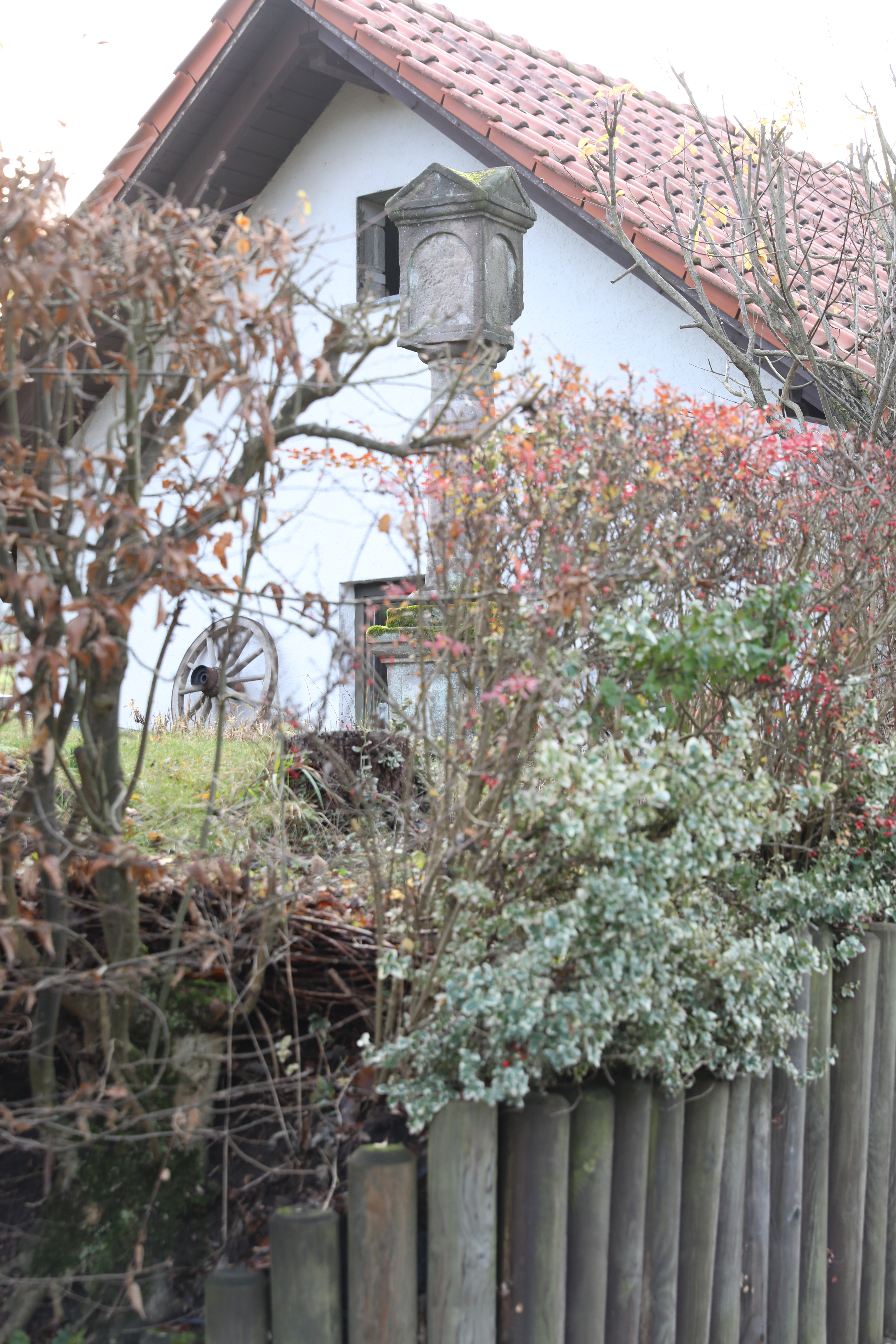
Bildstock bei dem Anwesen Winterleithen 1a

Der Bildstock bei dem Anwesen Winterleithen 1a ist ein als Baudenkmal geschütztes Kleindenkmal in Winterleithen, einem zur Gemeinde Wilhelmsthal im oberfränkischen Landkreis Kronach gehörenden Weiler.

## Beschreibung
Der Bildstock ist aus Sandstein gefertigt und entstand im 17. oder 18. Jahrhundert. Der Sockel ist vierseitig diamantiert und endet mit einem profilierten Gesims. Darauf erhebt sich der Säulenschaft, der den vierseitigen Aufsatz trägt. Unter den vier flachen Giebeln des Aufsatzes befinden sich leere rundbogige Bildnischen, in denen einst bemalte Blechtafeln befestigt waren. Bei einem Sturz wurde der originale Säulenschaft des Flurdenkmals zerstört. Er wurde durch eine Neuanfertigung ersetzt und der Bildstock am 22. Juni 1974 neu errichtet. In die Dübellöcher der Bildnischen, die zur Befestigung der Blechtafeln dienten, wurden Münzen eingelegt.